# Dirección General de Seguros y Fondos de Pensiones
La Dirección General de Seguros y Fondos de Pensiones (DGSFP) de España es un órgano directivo y regulador del Ministerio de Economía, Comercio y Empresa, adscrito a la Secretaría de Estado de Economía y Apoyo a la Empresa. El director general es José Antonio Fernández de Pinto desde el 29 de mayo de 2024.
La DGSFP supervisa y controla el sector de los seguros y fondos de pensiones en España. Se encarga de supervisar y controlar el adecuado funcionamiento del sector y de dar la protección adecuada a los clientes de las entidades aseguradoras, así como a los partícipes de los planes de pensiones. Para ello cuenta con facultades de regulación, ordenación y supervisión sobre las entidades que componen el sector, lo que garantiza un funcionamiento adecuado de acuerdo con la normativa vigente.

## Historia
El organismo fue creado por la Ley de 14 de mayo de 1908, sobre Registro e Inspección de las Empresas de Seguros. La citada ley, en su artículo 25, creaba la Inspección o Inspección General de Seguros (también llamada en ocasiones Comisaría de Seguros), adscrita al Ministerio de Fomento y encabezada por un Comisario general. Esta Inspección, formada por los inspectores de seguros o visitadores, era la responsable de supervisar el cumplimiento de la Ley por parte de las empresas aseguradoras. En 1928 algunos cambios administrativos hacen que las competencias sobre los seguros pasen a la Dirección General de Comercio, Industria y Seguros del Ministerio de Trabajo y Previsión, convirtiéndose en la Subdirección de Seguros y Ahorro. En 1934, como otras muchas inspecciones generales, ésta pasó a denominarse Dirección General de Seguros y Ahorros y posteriormente simplemente «de Seguros».
Tras la asunción de nuevas funciones con motivo de la aprobación de la Ley 8/1987, de 8 de junio, de Regulación de los Planes y Fondos de Pensiones, el Real Decreto 1308/1988, de 14 de octubre, actualizó su estructura añadiendo una nueva Subdirección General para este ramo. Años después, en el 2000, se adecuó su denominación a las competencias que tenía, pasando a denominarse «Dirección General de Seguros y Fondos de Pensiones».
El 23 de mayo de 2008 el entonces vicepresidente segundo y ministro de Economía, Pedro Solbes, anunciaba en la Comisión de Economía y Hacienda del Congreso que el Ejecutivo planeaba una reordenación de las competencias en materia de supervisión e inspección sobre el sistema financiero, en línea con lo acordado días antes por los ministros de Finanzas de la Unión Europea (Ecofin). El proyecto contemplaba separar la supervisión de la solvencia de la de los comportamientos y prácticas en los mercados y, según explicó Solbes, tenía por objeto mejorar la eficacia en la vigilancia de la solvencia y competitividad de los intermediarios financieros y de la transparencia de los mercados en los que actúan. Ello supondría la transformación de la Comisión Nacional del Mercado de Valores (CNMV), en detrimento de la Dirección General de Seguros (DGS), cuyas funciones serían asumidas por un nuevo organismo (la Comisión Nacional de Servicios Financieros), que vigilaría a los inversores, a los asegurados y a los ahorradores. El Banco de España, se dedicaría a asegurar la solvencia no ya sólo de bancos y cajas, sino también del resto de entidades financieras, incluidas aseguradoras e instituciones de inversión.
Ello hubiese supuesto el fin de la Dirección General de Seguros y Pensiones, pero casi un año y medio después del anuncio, un periódico digital se hace eco de que apenas queda la previsión de que la ley sobre unificación de supervisores financieros llegue al Parlamento a comienzos de 2010, y ni los grupos parlamentarios, ni los sindicatos ni los organismos afectados tienen en su agenda de momento la reforma de la supervisión.
Según explicaron fuentes del Ministerio de Economía, la reestructuración de la supervisión tendrá que esperar a que se tome una decisión en la Unión Europea, donde se estudia el asunto con vistas a adoptar un modelo común que podría ser más similar al actual que al que contempla dos supervisores o «twin peaks».

## Estructura y funciones
Su estructura y funciones actuales están definidas en el Real Decreto 410/2024, de 23 de abril, por el que se desarrolla la estructura orgánica básica del Ministerio de Economía, Comercio y Empresa. La Dirección General se divide en cinco subdirecciones generales: de Regulación y Relaciones Internacionales; de Inspección; de Solvencia; de Autorizaciones, Conductas de Mercado y Distribución; y de Organización, Estudios y Previsión Social Complementaria. También cuenta con una División de Supervisión Tecnológica y de Innovación Digital.
En cuanto a sus funciones, son las siguientes:
- La preparación e impulso de los proyectos normativos en las materias de su competencia.
- La coordinación de las relaciones en el ámbito de los seguros y reaseguros privados, distribución de seguros y reaseguros, y planes y fondos de pensiones con las instituciones de la Unión Europea, con los supervisores de otros Estados y con organismos internacionales. En especial, el seguimiento y la participación en las actividades de la Autoridad Europea de Seguros y Pensiones de Jubilación y de los grupos y comités internacionales en materia de regulación y supervisión de seguros y fondos de pensiones
- La contestación a las consultas formuladas en materia de seguros y reaseguros privados, distribución de seguros y reaseguros, y planes y fondos de pensiones.
- El análisis de la documentación que deben remitir las entidades aseguradoras y reaseguradoras, los mediadores de seguros y reaseguros y las entidades gestoras de fondos de pensiones a la Dirección General de Seguros y Fondos de Pensiones para facilitar el control de su solvencia y actividad.
- La supervisión financiera continua, mediante la comprobación de los estados financieros contables, el análisis económico financiero, la revisión del cumplimiento normativo, y la revisión y evaluación de los riesgos y de la solvencia de las entidades aseguradoras y reaseguradoras y de los grupos de entidades aseguradoras y reaseguradoras.
- La supervisión por inspección de las operaciones y de la actividad ejercida por las personas y entidades que actúan en el mercado de seguros y reaseguros, de la distribución de seguros y reaseguros y de los planes y fondos de pensiones y de sus entidades gestoras. Esta supervisión comprende la revisión contable, la revisión de la valoración de activos y pasivos, la revisión del cumplimiento normativo general, y la revisión y evaluación de los riesgos y de la solvencia.
- El seguimiento, por cualquier medio encomendado a la Dirección General de Seguros y Fondos de Pensiones, de las medidas impuestas a las personas y entidades sujetas a supervisión, incluyendo las referidas a las situaciones de deterioro financiero y a los procedimientos de medidas de control especial
- La comprobación de los cálculos financieros y actuariales aplicados en las operaciones de seguros y reaseguros, y por los planes y fondos de pensiones y sus entidades gestoras, así como el desarrollo y gestión de los sistemas y aplicaciones informáticas utilizados en las funciones de supervisión.
- Las relaciones con el Instituto de Contabilidad y Auditoría de Cuentas (ICAC) en el ejercicio de la regulación e interpretación de las normas contables y de auditoría; y con el Consorcio de Compensación de Seguros en el ejercicio de su actividad liquidadora de entidades aseguradoras
- La autorización para el cálculo del capital regulatorio, incluidos los referentes a modelos internos o parámetros específicos y los demás procedimientos derivados del régimen de solvencia basado en riesgo.
- El seguimiento y participación en los Colegios internacionales de supervisión de entidades aseguradoras y reaseguradoras derivados del régimen de Solvencia II, la colaboración con otros supervisores en las actuaciones de supervisión de conglomerados financieros y el análisis de los aspectos macroprudenciales del sector asegurador y de fondos de pensiones.
- El control del cumplimiento de los requisitos precisos para el acceso y la ampliación de la actividad aseguradora y reaseguradora y de los requisitos exigibles a los administradores, socios y directores de las entidades que realizan dicha actividad y a las demás personas físicas y jurídicas sujetas a la regulación de seguros privados. El control en materia de fusiones, agrupaciones, cesiones de cartera, transformaciones, escisiones y otras operaciones estructurales entre entidades aseguradoras, y las iniciativas sobre medidas y operaciones que comporten una mejora en la estructura sectorial o en la de alguno de sus ramos; sin perjuicio de las funciones atribuidas a la Comisión Nacional de los Mercados y la Competencia.
- El control de los requisitos para la autorización de planes y fondos de pensiones y de sus entidades gestoras.
- El control previo para el acceso a la actividad de distribución de seguros y reaseguros y el desempeño de las demás funciones de vigilancia previstas en la regulación de la distribución.
- La supervisión de las conductas y prácticas de mercado de las entidades aseguradoras y reaseguradoras, mediadores de seguros y reaseguros y demás personas que operan en el mercado de seguros, y de las personas y entidades que operen en relación con los planes y fondos de pensiones y sus entidades gestoras.
- La protección administrativa a los asegurados, beneficiarios, terceros perjudicados y partícipes en planes de pensiones mediante la atención y resolución de las reclamaciones y quejas que se presenten ante las entidades y personas sujetas a supervisión, así como mediante la atención de consultas.
- La realización de estudios sobre los sectores de seguros y fondos de pensiones, y de mercados e instrumentos de previsión social complementaria.
- La supervisión operativa de los procesos digitales y de innovación tecnológica del sector asegurador y de fondos de pensiones, así como el análisis y seguimiento de los riesgos tecnológicos específicos de las entidades aseguradoras y reaseguradoras y de los fondos de pensiones.

### Organismos adscritos
- El Servicio de Reclamaciones de la Dirección General de Seguros y Fondos de Pensiones.
- La Abogacía del Estado en el Departamento.
- El Consorcio de Compensación de Seguros.
- La Junta Consultiva de Seguros y Fondos de Pensiones.

## Directores generales
Aquí se recogen los directores generales desde el año 2000:
- María del Pilar González de Frutos (22 de julio de 2000-30 de noviembre de 2002)
- José Carlos García de Quevedo Ruiz (30 de noviembre de 2002-22 de mayo de 2004)
- Ricardo Lozano Aragües (22 de mayo de 2004-31 de diciembre de 2011)
- María Flavia Rodríguez-Ponga Salamanca (31 de diciembre de 2011-25 de febrero de 2017)
- Sergio Álvarez Camiña (25 de febrero de 2017-29 de mayo de 2024)[11]
- José Antonio Fernández de Pinto (29 de mayo de 2024-presente)[12]